# يوكي أوزاوا
يوكي أوزاوا (باليابانية: 小澤 雄希) (4 أكتوبر 1983 في فوجيدا في اليابان – )؛ هو لاعب كرة قدم ياباني سابق كان يلعب كمدافع.

## وصلات خارجية
- يوكي أوزاوا على موقع رابطة كرة القدم اليابانية للمحترفين (اليابانية)
- يوكي أوزاوا على موقع قاعدة بيانات كرة القدم.إي يو (الإنجليزية)
- يوكي أوزاوا على موقع Soccerway.com (الإنجليزية)
- يوكي أوزاوا على موقع عالم كرة القدم.نت (الإنجليزية)